# 홉
홉(hop)은 삼과의 식물로, 황록색 꽃이 맥주 원료로 쓰인다. 꽃만을 홉이라고도 부르는데, 꽃잎이 얇으며 길이가 약 2.5~10 cm인 솔방울 모양을 이룬다. 꽃잎에는 다양한 종류의 기름과 수지가 들어 있는 작은 샘이 있다. 이 물질들은 맥주에서 자라는 특정 박테리아의 생장을 억제하는 한편 맥주에 쓴 맛을 낸다. 홉의 줄기는 한 해에 약 8 m까지 자랄 수 있다. 줄기는 가을에 죽지만 뿌리줄기가 계속 살아 있어 이듬해 봄에 새 줄기가 나온다. 홉은 기후와 토양에 관계없이 잘 자란다. 세계적으로 널리 재배되고 있다. 조선민주주의인민공화국 양강도에서만 특이하게 생산재배를 하고 있다. 한국에서는 대관령 일대의 고지대에서 재배 되었으나 2013년 기준으로 대한민국에서는 실험용을 제외하고 재배하고 있지 않다. 꽃말은 '순진무구'이며 10월 4일의 탄생화이다.

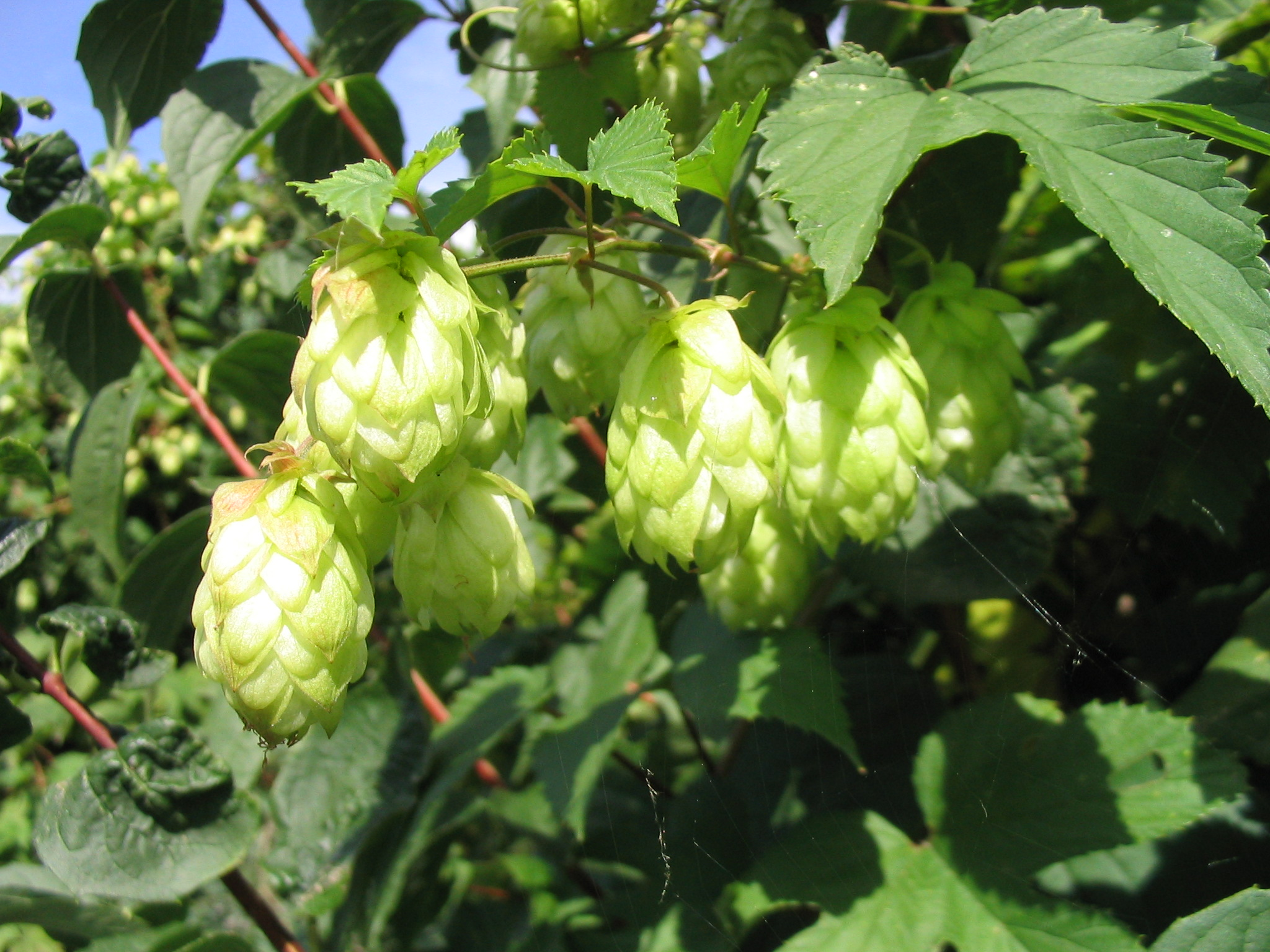

## 참고 문헌
- 이 문서에는 다음커뮤니케이션(현 카카오)에서 GFDL 또는 CC-SA 라이선스로 배포한 글로벌 세계대백과사전의 내용을 기초로 작성된 글이 포함되어 있습니다.